# Melanella grippi
Melanella grippi är en snäckart som beskrevs av Bartsch 1917. Melanella grippi ingår i släktet Melanella och familjen Eulimidae. Inga underarter finns listade i Catalogue of Life.